# Ponte sull'Eurimedonte
Il Ponte sull'Eurimedonte è un ponte romano che si trova vicino ad Aspendo e attraversa il fiume Eurimedonte nell'Anatolia meridionale. Le fondamenta e altri blocchi di pietra della struttura romana furono usati dai Selgiuchidi per costruire un ponte sostitutivo nel XIII secolo, il Köprüpazar Köprüsü, ancora esistente. Questo ponte è caratterizzato da uno spostamento significativo lungo la sua linea mediana, evidente guardando i suoi antichi moli.

## Ponte romano

### Struttura

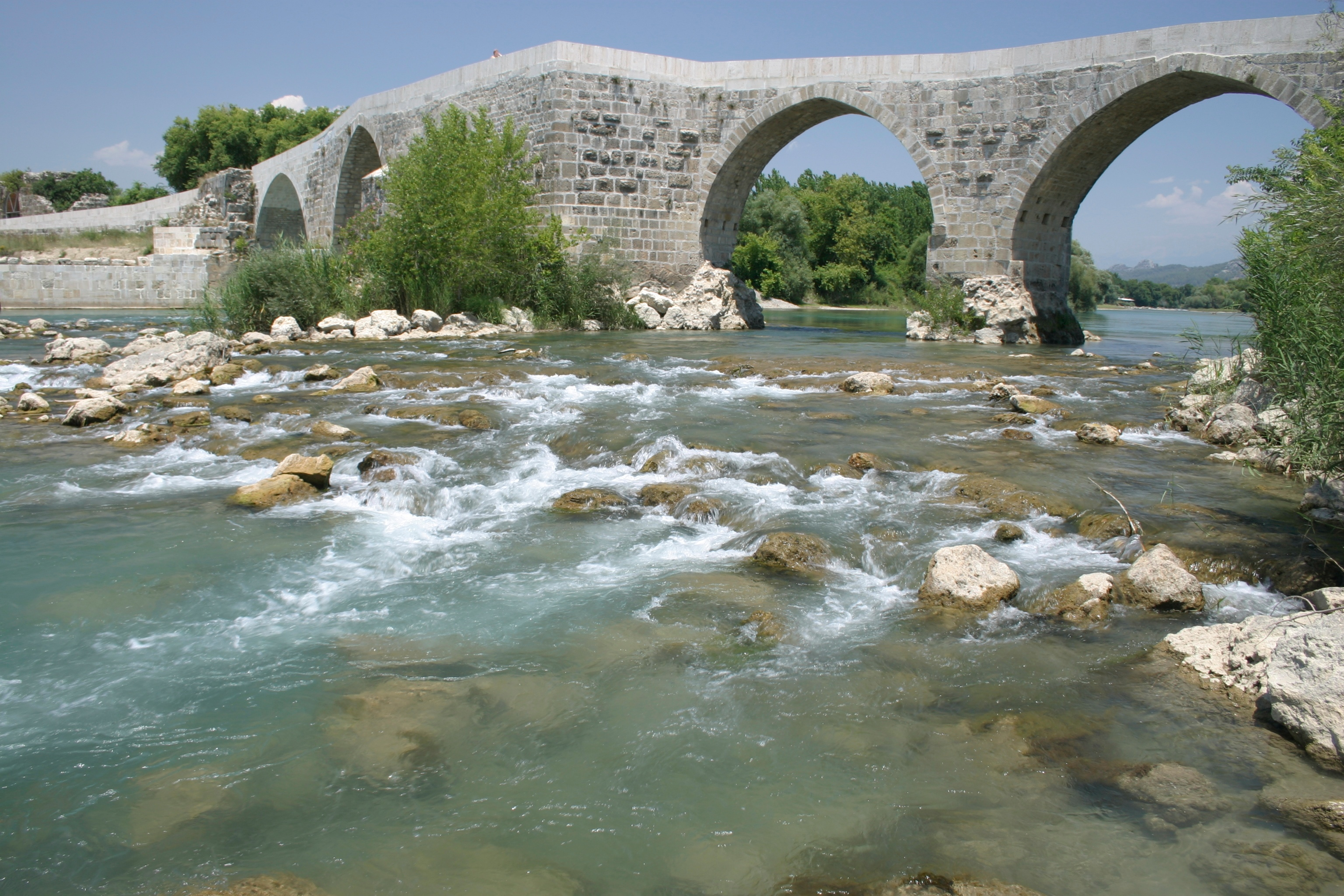
Il caratteristico spostamento a metà rotta

La forma e la costruzione originali del ponte di epoca romana sono state ricostruite digitalmente, sulla base dei resti esistenti dell'antica struttura: le rampe, le spalle e le fondamenta dei pilastri. Diversi pezzi del ponte originale sono sparsi lungo il letto del fiume su entrambe le sponde e non sono stati utilizzati durante la ricostruzione.
In origine, il ponte aveva una lunghezza di 259,50 m e una larghezza di 9,44 m, e aveva nove archi semicircolari. Attraversava il fiume con un angolo di 90 gradi, sebbene fosse leggermente piegato su un'estremità. Le due rampe di accesso forniscono informazioni sull'altezza complessiva della struttura e la pendenza su ciascuna estremità è simile (12,3% e 12,2%). Il punto medio del ponte era di circa 4,1 m più in alto rispetto alla successiva struttura selgiuchide.
Questa sezione centrale poggiava su sei archi, mentre entrambi i lati avevano archi più piccoli (uno a destra e due a sinistra) che fungevano da stramazzo nel caso in cui il fiume traboccasse. Al suo normale livello, il fiume scorreva tra i tre archi centrali, costretti da rinforzi in muratura a doppio cuneo, posti in corrispondenza dei due pilastri esterni e destinati ad impedire il loro indebolimento da parte del fiume. Queste strutture in muratura erano - secondo la documentazione archeologica - nettamente più alte sul lato a monte (8,15 m) rispetto al lato a valle (4,76 m). Inoltre, sui pilastri sono stati aggiunti frangiflutti a forma di cuneo, sebbene non tutti i pilastri li presentino su entrambi i lati. Le nette campate dei tre archi centrali sono state determinate a 23,52 m per l'arco centrale e 14,95 m per i due archi di fianco, mentre i due pilastri che sostengono l'arco centrale sono stati misurati a 9,60 m.
Gli spazi all'estremità destra della struttura rivelano il metodo di costruzione a camera cava dell'impalcato del ponte, tipico di diversi ponti romani in Asia Minore, ad esempio il Ponte sull'Esepo . La grande altezza dell'antica struttura è ulteriormente dimostrata dal ritrovamento di barre filettate in ferro lunghe 1,5 m, che, legate tra loro con ganci e anelli, servivano per rinforzare la muratura delle fondazioni del ponte.  Il corpo principale del ponte è stato costruito utilizzando cemento, che persiste in almeno un pilastro dell'epoca selgiuchide come fondazione.

### Datazione

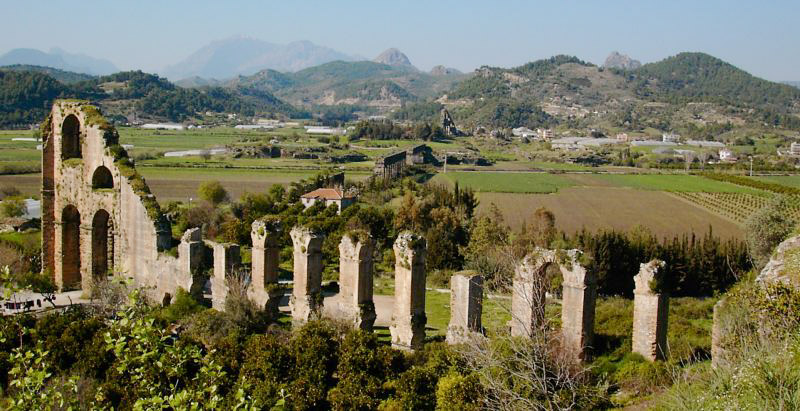
Il condotto a pressione dell'acquedotto di Aspendo

La data esatta della costruzione del ponte è incerta. La data di costruzione è strettamente collegata con l'acquedotto di Aspendo, parti del quale sono state riutilizzate nel ponte. Solo nella parte esterna del ponte, sono state riutilizzate 250 pietre a forma di tubo provenienti dal condotto di pressione principale dell'acquedotto. Poiché l'acquedotto è noto per aver funzionato fino al IV secolo d.C., ciò fornisce un terminus post quem per la costruzione del ponte sull'Eurimedonte, sebbene sia ancora possibile che un ponte precedente esistesse già in questa posizione. Questo ponte potrebbe essere andato distrutto nel grande terremoto del maggio 363, che rovinò anche l'acquedotto, spiegando così l'uso delle pietre del condotto di quest'ultimo nella ricostruzione del ponte.

## Ponte selgiuchide

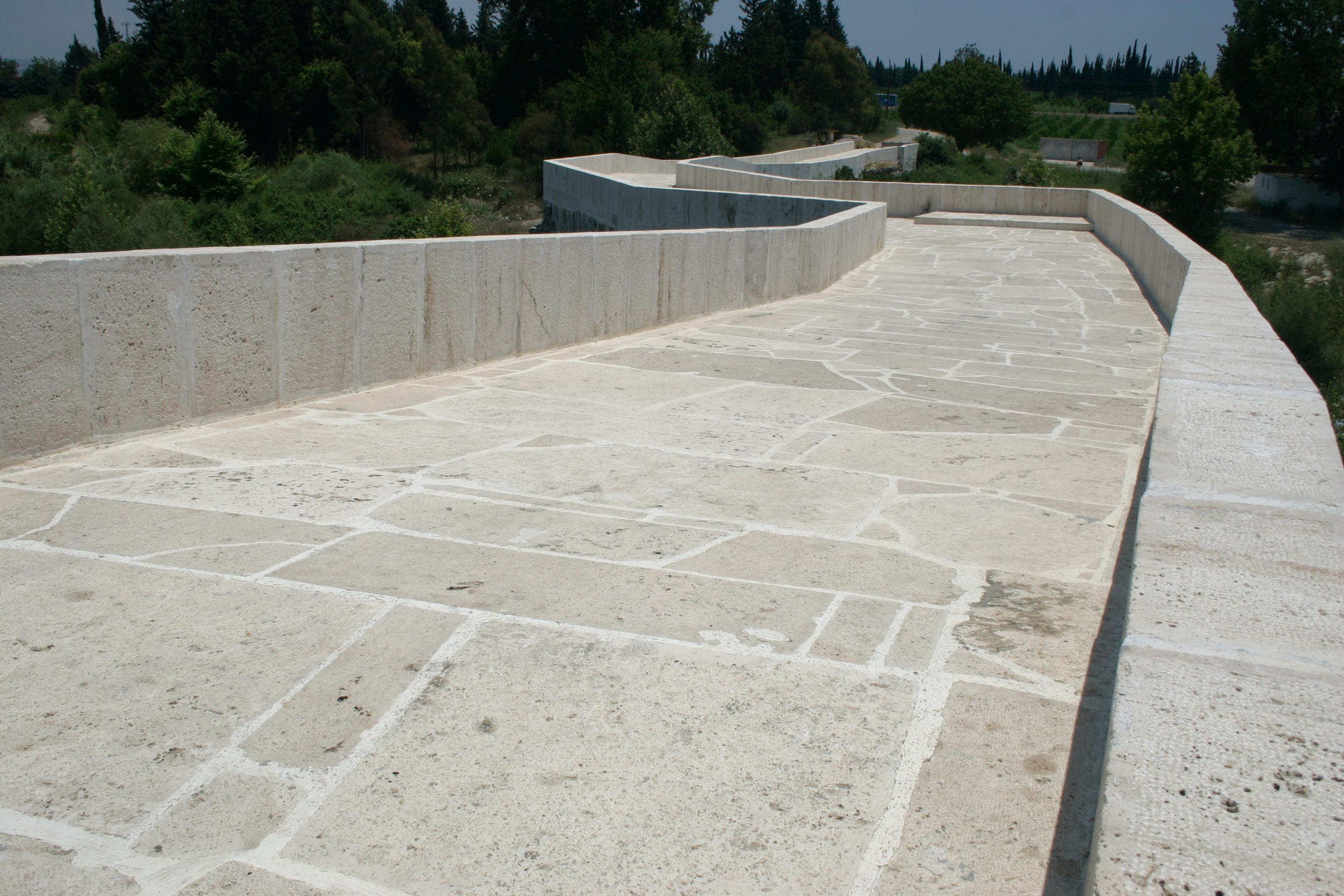
Primo piano del percorso a zig-zag

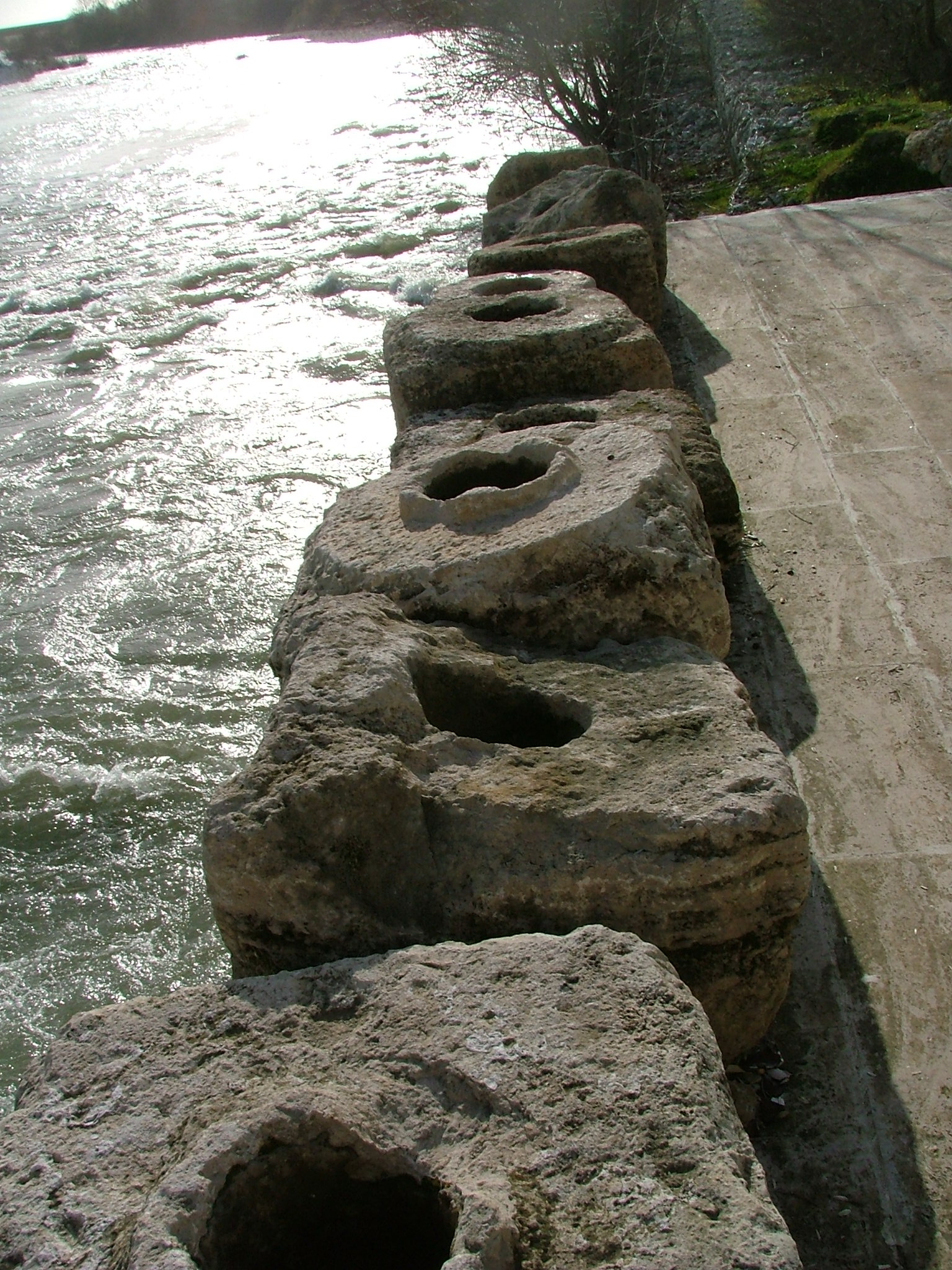
Pietre del condotto riutilizzate

All'inizio del XIII secolo, il sultano selgiuchide Kayqubad I (1219–1237) costruì un nuovo ponte sui resti della struttura tardoantica che era crollata, probabilmente anche a causa di un terremoto.  I costruttori selgiuchidi seguirono da vicino il corso dei resti romani, anche nei tratti in cui i pilastri erano stati in parte spostati a valle dalla loro posizione originaria; di conseguenza, il ponte selgiuchide presenta uno spostamento piuttosto netto. Questo percorso a zig-zag, formato da due curve successive di 90 gradi, in combinazione con gli archi a sesto acuto, conferisce al ponte di epoca selgiuchide un aspetto abbastanza diverso da quello del suo precursore romano.
Anche il ponte selgiuchide è notevolmente ridotto nelle dimensioni, cosa che ha permesso la piena fruizione dei resti romani. Per esempio, la riduzione della larghezza a quasi la metà dell'originale ha reso possibile l'integrazione di antichi pilastri superstiti. Gli archi medievali erano anche 4,1 m più bassi di quelli romani, e la lunghezza del ponte fu accorciata, così che la nuova rampa del ponte iniziava nel punto in cui la struttura romana aveva già raggiunto il suo livello di altezza finale.
Il ponte è costruito principalmente in blocchi di pietra, mentre parti dell'antica struttura sono state riutilizzate, comprese le pietre del condotto, che sono state costruite nella nuova rampa. I lavori di restauro alla fine degli anni '90 nella struttura provvisoria cadente del ponte hanno anche rivelato iscrizioni su pietra in greco e arabo.